# Bob Adkins
Robert Grant "Bob" Adkins, född 17 februari 1917 i Mason County i West Virginia, död 6 december 1997, var en amerikansk utövare av amerikansk fotboll, som i några säsonger under 1940-talet spelade för Green Bay Packers i NFL. Innan dess spelade han collegefotboll för Marshall University. Adkins ingick i Packers spelartrupp 1940–1941 och på nytt 1945.